# غاري ترودو
غاري ترودو (بالإنجليزية: Garry Trudeau)‏ هو صحفي ورسام كارتون ومخرج أمريكي، ولد في 21 يوليو 1948 في نيويورك في الولايات المتحدة.

## وصلات خارجية
- غاري ترودو على موقع IMDb (الإنجليزية)
- غاري ترودو على موقع الموسوعة البريطانية (الإنجليزية)
- غاري ترودو على موقع مونزينجر (الألمانية)
- غاري ترودو على موقع قاعدة بيانات برودواي على الإنترنت (الإنجليزية)
- غاري ترودو على موقع إن إن دي بي (الإنجليزية)
- غاري ترودو على موقع قاعدة بيانات الفيلم (الإنجليزية)